# Ford Pilot
La Ford Pilot è una vettura di grosse dimensioni prodotta dalla Ford e venduta a partire dall'agosto 1947 nel Regno Unito. Venne pensionata nel 1951 con l'introduzione della Ford Zephyr e della Ford Consul.

## Il contesto
La Pilot fu la prima grande vettura postbellica realizzata dalla Ford. Fu impostata su un pianale prebellico e venne venduta inizialmente con un propulsore da 2227 cm³ V8 a valvole laterali. Questo motore venne presto sostituito da un 3622 cm³ V8 a valvole laterali da 91 cv, con una corsa di 92,25 mm, un alesaggio di 79 mm e un singolo carburatore Solex. La Pilot aveva un impianto elettrico da 6 V, mentre il cambio era dotato di 3 rapporti più la retromarcia. La Pilot possedeva una scatola dello sterzo Marles, mentre i freni erano idraulici all'anteriore e meccanici al posteriore.
La maggior parte delle Pilot erano berline a quattro porte, ma vennero realizzate anche versioni familiari e pick-up, queste ultime solo per le esportazioni. Il parabrezza poteva essere aperto.
Come le altre Ford del tempo, la Pilot utilizzò dei tergicristalli ad aspirazione sfruttando l'azione del collettore, ottenendo come risultato un rallentamento o blocco del loro movimento a basse velocità o in accelerazione. La vettura aveva una velocità massima di 130 km/h e un'accelerazione da 0 a 100 km/h in 21 secondi con elevatissimi consumi di carburante (16 L/100 km).
Alcuni modelli della Pilot vennero esportati in Australia e assemblati localmente a partire dal 1949 fino a metà degli anni cinquanta.
Le esportazioni (assieme a quelle della Ford Prefect e della Ford Anglia) furono inizialmente essenziali per mantenere la presenza in questo stato, dopo il rifiuto da parte del governo australiano di fornire dei finanziamenti per la produzione locale della vettura, che tuttavia avvenne grazie agli investimenti della Ford.
La produzione terminò nel 1951 in Gran Bretagna.